# Jake LaMotta
Jake LaMotta, auch bekannt als The Bronx Bull und The Raging Bull (* 10. Juli 1922 in New York; † 19. September 2017 in Aventura, Florida; eigentlich Giacobbe LaMotta), war ein US-amerikanischer Boxer. Der Italoamerikaner war von 1949 bis 1951 Weltmeister im Mittelgewicht.
LaMotta war ein typischer Pressure Fighter mit legendärem Kinn. Das Ring Magazine wählte ihn zum Boxer mit den besten Nehmerqualitäten der Geschichte. 1990 fand LaMotta Aufnahme in die International Boxing Hall of Fame.

## Leben

### Karriere
LaMotta verlor auf Anweisung der Mafia den Kampf im November 1947 gegen Billy Fox, auf den die Mafia gewettet hatte, was ihm den späteren Weltmeisterschaftskampf ermöglichte. Den Titel gewann er in einem Kampf gegen den hochfavorisierten Franzosen Marcel Cerdan am 16. Juni 1949 in Detroit durch technischen KO in der zehnten Runde. Cerdan hatte sich die Schulter früh ausgerenkt und musste aufgeben. Bevor es zu einem Rückkampf kommen konnte, starb Cerdan beim Flugzeugabsturz am Monte Redondo.
Nachdem LaMotta bei einer Titelverteidigung gegen den Franzosen Laurent Dauthille große Schwierigkeiten gehabt hatte, gelang ihm in der allerletzten Runde noch ein K. o. Am 14. Februar 1951 verlor er in Chicago schließlich den Titel durch Abbruch in der 13. Runde an Sugar Ray Robinson.
Insgesamt bestritt er sechs Kämpfe gegen seinen Erzrivalen Robinson, konnte aber nur einmal, am 5. Februar 1943 in Detroit, gewinnen. Es war zugleich Robinsons erste Niederlage überhaupt. Robinson war zu diesem Zeitpunkt allerdings noch ein Weltergewichtler, LaMotta hingegen Mittelgewichtler.

### Familie
Ab 2014 war LaMotta in siebter Ehe mit Denise Baker verheiratet. Aus seiner zweiten Ehe mit Vikki stammen Tochter Christi und die Söhne Jake Jr. und Joe, die beide 1998 starben. Aus seiner vierten Ehe mit Dimitria stammt Tochter Stephanie. Er hatte noch zwei weitere Töchter. Er war der Onkel des Schauspielers John LaMotta.

### Tod
Jake LaMotta starb am Dienstag, dem 19. September 2017. Dies teilte seine Tochter Christi in Facebook mit.
Wie seine Frau Denise Baker dem Fernsehsender ABC sagte, sei LaMotta den Folgen einer Lungenentzündung in einem Pflegeheim in Miami erlegen.

## Verfilmung der Memoiren
Sein Leben wurde 1980 von Martin Scorsese unter dem Titel Raging Bull (dt.: Wie ein wilder Stier) verfilmt, mit Robert De Niro als LaMotta, wofür De Niro einen Oscar erhielt. LaMottas Autobiografie Raging Bull: My Story (siehe Quellen) diente hierzu als Vorlage. LaMotta fungierte hierbei als persönlicher Berater De Niros.